# Мале Полпине
Мале Полпине (рос. Малое Полпино) — село в Брянському районі Брянської області Російської Федерації.
Населення становить 893 особи. Входить до складу муніципального утворення Журиницьке сільське поселення.

## Історія
Від 2005 року входить до складу муніципального утворення Журиницьке сільське поселення.

## Населення
| 2010 | 2012 | 2013 |
| ---- | ---- | ---- |
| 911  | ↗913 | ↘893 |